# قلعة بويار: التحدي النهائي (برنامج)
قلعة بويار: التحدي النهائي (بالإنجليزية: Fort Boyard: Ultimate Challenge)‏ هو برنامج ألعاب للأطفال، يعتمد على العرض الفرنسي قلعة بويار، والذي تم بثه على كل من CITV و ديزني إكس دي. العرض عبارة عن لعبة تحدي حيث تتنافس ستة فرق "شجاعة" مختلفة من المراهقين حتى النهاية للفوز بـ "التحدي النهائي" ويصبحوا "الفاتحين النهائيين للقلعة". العرض هو نسخة مجددة ومحدثة من التنسيق الأصلي، تم بثه في المملكة المتحدة من عام 1998 إلى عام 2003.
على الرغم من كونها عمولة من CITV في المملكة المتحدة، فقد تم إنتاج أول سلسلتين كإنتاج مشترك بريطاني أمريكي مع ديزني إكس دي، التي كانت تمتلك حقوق الدفع العالمية للمسلسل خارج فرنسا والأراضي الاسكندنافية، وتم تقديمها بشكل مشترك من قبل غينو سيغرس ولورا لورا هاميلتون. بدأ عرض المسلسل في البداية في الولايات المتحدة في السلسلة 1/2 في 17 أكتوبر 2011  إلى 27 يناير 2012 في الولايات المتحدة. في المملكة المتحدة، تم عرضه لأول مرة في يوم رأس السنة الميلادية 2012 في المملكة المتحدة. بعد تجديد المسلسل لموسم ثالث في يونيو 2012، أصبح المسلسل إنتاجًا بريطانيًا بحتًا، مع استبدال جينو سيجرز بآندي أكينوولير كمقدم مشارك. بدأ الموسم الثالث في 8 ديسمبر 2012 وتم بثه على شبكة آي تي في. بدأ بث الموسم الرابع في 20 أكتوبر 2013 وبدأ بث الموسم الخامس في 15 أكتوبر 2014. انتهى المسلسل بعد كل المواسم الخمسة في 17 ديسمبر 2014.

## شكل
تتنافس ستة فرق ضد بعضها البعض في بطولة. في كل حلقة، يتواجه فريقان مع بعضهما البعض في معركة لمعرفة من هو الفريق الأقوى والأقوى. تعتمد التحديات على القوة والخوف والسرعة. في كل موسم، تلعب الفرق ثلاث مرات لكل منها؛ ويعود الفريقان اللذان حصلا على أكبر عدد من نقود معدنية الذهبية إلى الجولة النهائية من البطولة في نهائي السلسلة.
في كل مستوى، تتقاتل الفرق من أجل الحصول على مفتاح يساعدهم في المستوى النهائي من اللعبة في غرفة الكنز. إذا حصلوا على ثلاثة مفاتيح (خمسة في السلسلة 3 و4 و5) أو أكثر في نهاية اللعبة، فإنهم يحصلون على الحد الأقصى من الوقت في غرفة الكنز (ثلاث دقائق)؛ ولكن إذا حصلوا على مفتاحين (أربعة من السلسلة 3) أو أقل، فسيتم فرض عقوبة زمنية (انظر أدناه). إذا فاز فريق بالمفتاح الرابع (السادس أو أكثر من السلسلة 3)، فسوف يحصلون على 150 عملة إضافية لكل مفتاح والتي تضاف إلى إجماليهم النهائي.

## التحديات
تستخدم قلعة بويار: التحدي النهائي نفس الألعاب الموجودة في العرض الأصلي تمامًا؛ ولكن بأسماء مختلفة، ولا توجد قيود، وقد يتم تعديلها قليلاً لتناسب العرض. على سبيل المثال، في لعبة Boiler Room لا يكون المتسابق مقيدًا بالأنبوب؛ بل يجب عليه بدلاً من ذلك تحريك سلسلة بالمفتاح عبر المتاهة والخروج إلى المخرج في غضون المهلة الزمنية، وفي لعبة The Searching Head، يجلس المتسابقان على مقعد ولا يوجد حزام ناقل؛ بدلاً من ذلك، يوجد كوب بلاستيكي على الجانبين.
كل تحدي لفريق فردي يكون ضد مؤقت المياه (المعروف باسم clepsdyre) والذي يتم ضبطه عادة عند 1:30 أو 2:00 أو 2:30 دقيقة. تتطلب بعض الألعاب (مثل لعبة Tightrope وجميع ألعاب المبارزات تقريبًا) رمزًا لفتح الصندوق الذي يحتوي على المفتاح، والذي يوجد خارج الغرفة أو بالقرب من أعضاء الفريق الآخرين. الألعاب التي تضم أعضاء من كلا الفريقين ليست ضد الساعة المائية وتُعرف باسم "المبارزات".

## روابط خارجية
- قلعة بويار: التحدي النهائي (برنامج) على موقع IMDb (الإنجليزية)
- قلعة بويار: التحدي النهائي (برنامج) على موقع قاعدة بيانات الفيلم (الإنجليزية)